# Strumigenys stygia
Strumigenys stygia är en myrart som beskrevs av Santschi 1913. Strumigenys stygia ingår i släktet Strumigenys och familjen myror. Inga underarter finns listade i Catalogue of Life.